# Sanskrit

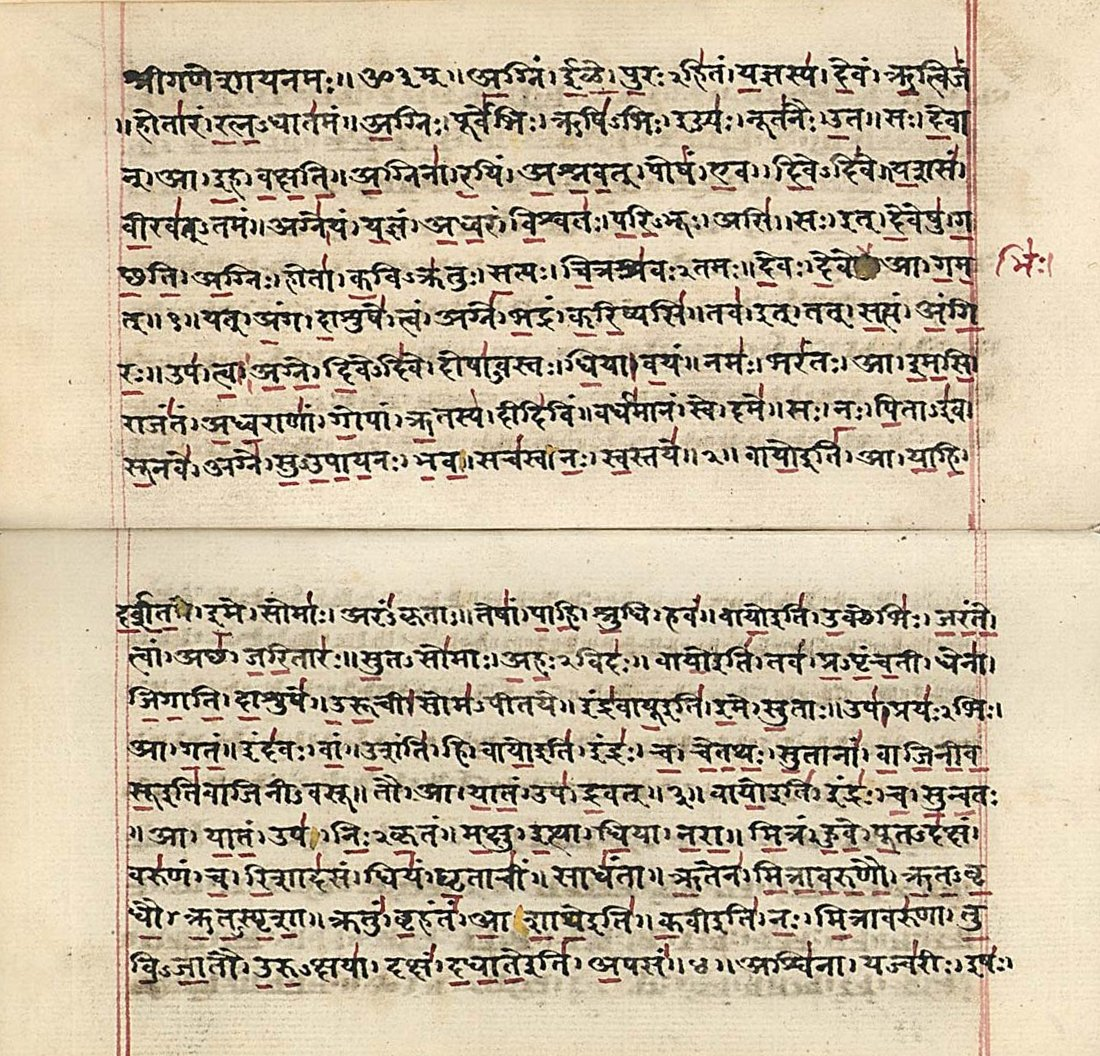
En handskrift av Rigveda, skrivet med devanagariskrift.

Sanskrit (संस्कृतम् saṃskṛtam [sə̃skɹ̩t̪əm], ursprungligen संस्कृता वाक् saṃskṛtā vak, "förfinat tal") är ett indoariskt språk och hinduismens, jainismens och mahayanabuddhismens främsta liturgiska språk. I dag är det listat som ett av de 22 godtagna indiska språken och är ett officiellt språk i delstaten Uttarakhand. Sanskrit är ett mycket arkaiskt indoeuropeiskt språk och ligger mycket nära det indoeuropeiska urspråket.

## Släktskap
Sanskrit är ett indoariskt språk inom den indoiranska språkgruppen i den indoeuropeiska språkfamiljen. Medan dess föregångare, vediskan förmodligen låg relativt nära den gamla folkliga fornindiskan, var sanskrit en något konstlad fornindiska som fortsatte talas av lärda män när folket redan hade gått över till medelindiska (prakrit). Den mest kända klassiska sanskritgrammatiken formades av Panini, förmodligen på 300-talet f.Kr. Sanskrit är nära besläktat med avestiska.
Inom den indoeuropeiska språkfamiljen delar sanskrit karakteristiska ljudförändringar med satemspråken (främst slaviska och baltiska språk), men även med grekiska.
När religionerna jainism och buddhism uppstod, undvek de att använda sanskrit och använde istället folkets språk. Senare fick dock buddhismen, vid sidan av den palispråkiga kanon Tipitaka, också en sanskritspråkig version, och verk av den buddhistiske författaren Aśvaghoṣa på 100-talet e.Kr. räknas, tillsammans med hans hinduiske kollega Kālidāsa i början av 400-talet, till sanskritlitteraturens guldålder.

## Språkstruktur
Sankritspråket är till formen mycket mer arkaiskt än något av de andra indoeuropeiska språken. Detta bidrog sannolikt till att några av de europeiska forskare som på 1700-talet ”upptäckte” sanskrit trodde att de funnit det indoeuropeiska "urspråket". Sanskrits böjnings- och ordbildningssystem ligger mycket nära urindoeuropeiska och även de urindoeuropeiska ljuden finns någorlunda väl bevarade i sanskrit. Därför är sanskrit ett viktigt instrument i rekonstruktionen av urindoeuropeiskan tillsammans med grekiska och till viss mån hettitiska.

## Fonetik
Sanskrit har 13 vokaler, nämligen kort och långt ', i, u; kort och lång r-vokal (uttalad ri); kort l-vokal; långt e och o (sammandragna av ai och au) samt ai och au; 33 konsonanter, av vilka 20 explosivor, nämligen 4 velarer: k och dess aspirata kh, g och dess aspirata gh; 4 palataler: c (uttalat som engelska ch i "church") och ch, j (uttalat som dsh, engelska j) och jh; 4 retroflexer: t (uttalat såsom rt vanligen i svenska bort) och th, d (uttalat som rd vanligen i svenska bord) och dh; 4 dentaler: t (uttalat såsom t i svenska "stol"), th, d (uttalat såsom d i svenska "dom"), dh; samt 4 labialer p ph, b, bh; vidare 5 nasaler, en till vardera av de fem explosivklasserna, n, n, n, n, m; 4 så kallade halvvokaler: y (uttalat såsom sv. j; 3 sibilanter, nämligen palatalt s, retroflext s (uttalat såsom sch, engelska sh och här omskrivet sh) och dentalt s, samt slutligen h.
Dessutom finns i veda retroflext t, som inträder i stället för äldre lingualt d mellan två vokaler. Härtill kommer den så kallade visarga, ett H-artat ljud, som ibland i slutet av ord ersätter s och r, samt den så kallade anusvara, ett nasalljud, som ersätter n och m framför vissa konsonanter och som kunde växla i uttal (man uttalar det vanligen som ett franskt näsljud; det betecknas här med ti). Det klassiska sanskrits välljudslagar, det vill säga de ljudlagar, som gäller vid föreningen av stam och suffix (så kallad inre sandhi) samt mellan de särskilda orden i en sats (så kallad yttre sandhi), är långt utvecklade. Hiatus, dvs. vokalmöte, tilläts där nästan inte alls. I veda däremot är hiatus mycket vanlig.

## Grammatik
Den sanskritska deklinationen har tre numerus: singularis, dualis och pluralis och åtta kasus: nominativ, ackusativ, dativ, genitiv, vokativ, ablativ, instrumentalis och lokativ. De är dock inte alltid olika till formen. I dualis sammanfaller alltid nominativ, ackusativ och vokativ, genitiv och lokativ samt instrumentalis, dativ och ablativ. I pluralis överensstämmer alltid nominativ och vokativ, dativ och ablativ.
Sanskrit har en mängd olika vokaliska och konsonantiska nominalstammar med delvis olika kasusändelser; i flera böjningar råder ännu den indoeuropeiska fria (flyttbara) accenten. Pronomina har samma numerus och kasus som substantiven, men deras böjning avviker i många punkter från dessas. Olikheten mellan det vediska och det klassiska sanskrit i deklinationen är inte betydlig och består huvudsakligen i att vedisk sanskrit har många fler böjningsformer.
Konjugationssystemet i sanskrit är mycket omfattande och ålderdomligt. Endast de forniranska språken och grekiskan kan i någon mån jämföras med detta. Verbet har två diateser: aktivum och medium; åtta tempus, nämligen presens, imperfekt, perfekt och (i veda) pluskvamperfekt, aoristus (med många olika bildningssätt), futurum med konditionalis samt futurum periphrasticum (som ännu inte fanns i veda); fyra modus, nämligen indikativ, konjunktiv, optativ och imperativ. När det gäller tempus- och modusbildningen är skillnaden mellan veda och det klassiska sanskrit omfattande. De många finita tempusformerna i vedisk sanskrit byts i den klassiska mer och mer till en enformig participialkonstruktion, konjunktiven är så gott som försvunnen, och optativen bildas bara till presens. En optativus aoristi förekommer visserligen, men med avvikande bildning och betydelse.
Vedaspråket däremot hade konjunktiv och optativ till både presens som perfektum och aoristus. Men vad gäller de olika tempus- och modusformernas betydelse och syntaktiska bruk har sanskrit inte alls utvecklat den logiska bestämdhet och fina nyansering, som finns i grekiska språket. I presenssystemet, som omfattar presens med dess modus och participier samt imperativ och imperfekt, har sanskrit ännu väl bevarat en mängd olika stambildningar, vilka i de flesta andra indoeuropeiska språk finns kvar bara som mer eller mindre otydliga fragment. Dock böjs även i sanskrit flertalet verb efter den så kallade a-konjugationen. Även verbet har singularis, dualis och pluralis i sin böjning och tre personer i var numerus. Den ursprungliga, fria accenten är i konjugationen ännu bättre bibehållen än i deklinationen.
Vedaspråket har även i verbaländelserna många drag, som inte finns kvar i det yngre sanskrit. Participier i aktivum och medium finns i sanskrit till presens, futurum och perfektum, samt i veda också till de särskilda aoristerna. I passivum finnas part. perfekt, med två olika ändelser, samt part. presens; för övrigt används mediala participier. Det klassiska språket har tre gerundiver samt tre gerundier medan veda har ännu flera bildningar med sådan betydelse. Infinitiv bildas i det förra med endast en ändelse, men i det senare omväxlande med en hel mängd olika suffix. Avledda konjugationer är passivum (dock bara i presenssystemet; för övrigt användes medium), intensivum, desiderativum, causativum och denominativum. Ordbildningen är i sanskrit mycket klar och genomskinlig, eftersom suffixen i allmänhet är lätt skiljbara från stammen. Förmågan att bilda sammansatta nomina är i sanskrit mycket stor.
I Vedalitteraturen och även i de senare stora episka dikterna används detta i liten utsträckning. I det yngre sanskrit, särskilt i lyrisk och dramatisk vers och i de senare episka konstdikterna, hittar man dock ofta långa och invecklade sammansättningar, som gör stilen tung. I vedatexterna är alla ordens accentuation noggrant betecknad. I den klassiska litteraturen anges däremot inga accenter. Den största skillnaden mellan vedaspråket och det klassiska sanskrit, utöver de många formerna av verben, är lexikalisk. Vedaskrifterna innehåller en stor mängd rötter och ord, som inte alls finns i det senare sanskrit eller också med annan betydelse eller i en yngre form. Detta utgör den största svårigheten för att tolka vedaskrifterna.

### Fotnoter
1. ↑  Indiens folkräkning 2001 Arkiverad 6 februari 2012 hämtat från the Wayback Machine.
2. ↑  Indian Constitution Art.344(1) & Art.345
3. ↑  Sanskrit is second official language in Uttarakhand – The Hindustan Times Arkiverad 2 november 2011 hämtat från the Wayback Machine.
4. 1 2  Wikander, Ola (2006). I döda språks sällskap: en bok om väldigt gamla språk. Stockholm: Wahlström & Widstrand. sid. 143. Libris 10025043. ISBN 91-46-21333-3 (inb.)
5. ↑  Wikander, Ola (2006). I döda språks sällskap: en bok om väldigt gamla språk. Stockholm: Wahlström & Widstrand. sid. 152. Libris 10025043. ISBN 91-46-21333-3 (inb.)